# Историја психотерапије
Историја психотерапије као и психологија чији је она саставни део има кратку историју, али древну прошлост, јер оно што данас разумемо под психотерапијом постоји од почетка света, мада није увек имала исти облик.   Основна улога  речи психотерапија и њена примена као метода за постизање менталног здравља препозната је и у различитим облицима јер се примењивала у већина људских друштава. Да је то тако показују истраживања да независно од праксе примитивне медицине, низ писаних докумената сведочи о заинтересованости старих народа за природу психичких поремећаја. Тако се нпр. у запису о сенилности, који датира из 1500. године п. н. е., наводи да: срце постаје тешко и не сећа се шта је било јуче.  Осим тога, неки историчари тврде да се у књигама Старог и Новог завета као и у Талмуду могу наћи аутентични описи ментално абнормалних стање.

## Опште информације
Психотерапија је кроз историју приказана  у различитим светлима. За неке је то прастара метода лечења,  брига о души која сеже, у најмању руку, до античке Грчке.
За друге психотерапија је производ посебно модерног тренутка с краја 18. века, повезаног са друштвеном принудом и успоном буржоаске породице, која се касније уздигла и постала примарна технологија аутономије и саморегулације без које су либералне демократије можда неће функционисати.
Некима је психотерапија омогућила начине описивања личног искуства који су створили фундаментално нове начине поимања себе, или, стварно, постојања.
А за неке психотерапија је само облик верске праксе камуфлиран језиком медицинске науке.
Психотерапија и они који се њоме баве имају удела у савременим друштвима, како у јавној тако иу приватној сфери. Како су терапеутске професије створиле нове категорије личности у облику пацијента, клијента  или  корисника услуге , и са каквим ефектима, за многе психотерапије ова историјска питања остају широм отворена.

## Порекло психотерапије
Одређивање тачног тренутка када се психотерапија појавила као дисциплина може бити тешко. Да ли је то почело први пут када су се два пријатеља редовно састајала да разговарају о животу или је то било када је написан и објављен први стручни рад на ту тему? Иако можда никада нећемо знати где или када су се ти први терапеутски разговори одиграли, имамо увид у историју који нам може помоћи да разумемо како је психотерапија напредовала током година.
Најранији забележени приступи психотерапији  били су комбинација религиозних, магичних и/или медицинских перспектива. Рани примери таквих психолошких мислилаца укључују Петанџалија, Падмасмбхава, Абу Бекр Мухамед ибн Закарија ал-Разија, Авицену, и Румија.
У древна времена наши преци су необјашњиве појаве приписивали деловању натприродних сила попут богова, демона и духова, тако да и психички живот и ментални поремећаји нису били у тим тумачењима изузетак.  Многе древне културе су на промене у менталном здрављу гледале као на предзнаке, проклетства или знакове богова.
Стари Грци се често наводе као први који су менталне поремећаје третирали као медицинска стања. Грчки, филозофи су били први који су истраживали везу између менталног здравља и медицине. Међу тим истраживачима били су Платон, Ксенофонт и Аристотел који су показали радозналост у области онога што ће на крају постати психотерапија .
Како је време одмицало, лекари тог доба, попут Галена и Хипократа, настојали су да истраже везу између менталног стања и медицине, одбацујући уверења да медицинска стања потичу од утицаја са другог света.
Али увиди у психички живот и менталне поремећаје, до којих су дошли Грци направљен је корак уназад када је пало Римско царство и почело мрачно доба. Средњи век се вратио ка заједничком веровању у натприродно, а учења античког света која повезују ментално здравље и медицину су привремено изгубљена. Средњовековни лекари на ментално здравствене проблеме нису обраћали пажњу јер су патили од недостатка разумевања. Можда је на то утицала чињеница да се  неко ко се бори са менталним здрављем посматран као „додирнут враџбинама“, а не особа која живи са поремећајем.
Египћани су сугестију посматрали као облик магије која се може користити као допуна медицинским третманима, а Грци су веровали да физичке и менталне болести зависе од телесне неравнотеже четири течности или хумора. Слично томе, у Кини се здравље схватало као равнотежа између виталних сила.
Иако је модерна, научна психологија често датирана од 1879. године након отварања прве психолошке клинике Вилхелмa Вунтa, који је био прва особа која је себе назвала психологом и који је у књизи „Физиолошка психологија“, коју је објавио 1874, издвојио психологију од медицине и филозофије, било је покушај креирања метода за процену и лечење менталне невоље много раније у историји.
Године 1879, Вунт је заједно са сарадницима отворио прву званичну психолошку лабораторију на Универзитету у Лајпцигу, чувену као Прву лабораторију људске душе. Ова година се узима као зачетак модерне психологије, година од кад се психологија сматра науком.
Основни метод Вунтовог истраживања је био интроспекција, односно самопосматрање. Иако је данас тај метод превазиђен, у то време је био веома иновативан. Веровало се да се опажаји састоје од мањих делова и целина, као и да се ти делићи могу идентификовати путем интроспекције. Посматрањем сопственог унутрашњег искуства покушавало је да се дају одговори на нека кључна питања. Мада се интроспекција данас не користи у облику у којем су је Вунт и његови сарадници користили, она је остала важан метод у изучавању менталног живота.
Међу ученицима Вилхелма Вунта, био је и српски психолог Љубомир Недић, писац првог универзитетског уџбеника психологије на српском језику.
Вилхелм Вунт био је био веома утицајна и значајна личност за живота, а данас се сматра за постављача темеља психологије као науке, јер ју је одвојио као посебну дисциплину. Успео је да окупи око себе истраживаче, физичаре, физиологе и филозофе и да обједини њихове резултате до којих су неки научници долазили независно један од другог.
Међу Вунтова најзначајнија дела убрајају се „Принципи физиолошке психологије“, „Увод у психологију“ и „Психологија народа“.

## Антика
„Брига о осећањима“ стара је колико и сама цивилизација, а емпиријски покушаји „бриге“ о емоционалној патњи и менталним поремећајима саставни су део древних медицинских система, и западних и источних. Емпиријски покушаји, често су били засновани на општим правилима „хигијене живота“ и структурираним према темељним аксиомима система вредности различитих култура и цивилизација, као и на принципима који проистичу из релативних концептуализација психе (који су се могли дефинисати као „прототеорије ума“).
Чак и ако су рефлексије од посебног психолошког или психопатолошког интереса већ присутне у Епу о Гилгамешу (посебно у вези са емоционалном траумом), управо је у грчкој култури наилазимо на "оперативни одраз" артикулисан тако да на најбољи начин збрињава емоционалне тешкоће, заједно са развојем класичних филозофско-антрополошких модела болести и лечења.
У првој фази, методе лечења психијатријских случајева су блиско повезане са митско-религиозним случајевима. Са усвајањем парадигма Physis, самим тим је и патологија добила могућности да се решава кроз симболично враћање овој категорији. Тако су се храмови Асклепија, сина Аполона и Коронидеса полубога медицине, градили широм Грчке. У великим светилиштима у Пергаму и Епидауру свештеници Ескулапи пожелели би добродошлицу болесним ходочасницима, који су своје физичко и симболично „путовање“ ка исцељењу започели пре неког времена. У хијератској атмосфери богатој симболиком, просјак је био успаван у храму, у коме су се, кроз ноћне снове слали Ескулапови или Аполонови, уобличени наговештаји Богова са циљем опоравка здравља. Тумачења тих снова од стране свештеника требало је да омогући да се симболични примери представљени у садржајима снова произведеним у овом светом месту врате на оперативни ниво.
Од древних сакрално-тауматургијских примера Ескулапових храмова, начини лечења емоционалне невоље касније су почели да се усмеравају у правцу „заједничких симболичких представа“ са прогресивном афирмацијом облика античког театра и трагедије у класичној Грчкој. Импресивно колективно инсценирање, „аперсонална“ представа универзалних и снажно симболичких психолошких улога и релационих фигура (у којима је било могуће идентификовати се или пројектовати важне делове себе), употреба маске као тачке артикулације осовина/лик, величина и емоционална резонанција сценског апарата, имала је активну улогу „експликације симболичког“ коју представља Хор, и били су сви елементи који би могли довести до снажне размене емоционалних искустава и психолошких тема, по репрезентативном и разрађеном кључу. Са ове тачке гледишта, грчка трагедија допушта уклањање дубоких динамизма људског психизма и кроз заједничко симболичко представљање и чини их приступачним и разрађеним за појединца.
Даља еволуција грчке мисли о овим питањима догађа се са Анаксагором, који у неким аспектима предлаже малу "епистемолошку револуцију" у терапијском деловању. Антрополошки модел на коме се темељи анаксагорејско филозофско теоретизовање није више хијератско, од неколико векова раније, Ескулапових храмова; више није чак ни то, симболичко-имерзивно, атичко позориште: то је проторационалистички модел, човека који опажа стварност чулима, и „наручује“ је логиком. Он је прототип човека који сада живи у доба Логоса, а не више у доба Митоса. Очигледно, како се основни антрополошки модел мења, мењају се и практичне индикације за „преузимање одговорности“ за психичку патњу, а одвојени одраз о смрти, на рационалној и утешној основи, заузима место њене позоришне представе или њене митско-симболичке разраде.
Не „глумимо представу у позоришту“, не „делимо тумачење значења сна“: дискутујемо, дидактички, о логичким условима за конституисање кохерентног логоса о људским догађајима. Реч је о фундаменталној епистемолошкој и антрополошкој транзицији, промени парадигме, која ће сама одредити све касније еволуције „психичког третмана“.
Софист, Антифон прво ће представљати максимални израз овог логичко-дијалектички покрета у лечењу емоционалних тегоба. Сам Антифон је основао у Коринту оно што се можда може дефинисати као прва "психотерапијска клиника" у историји, у којој се спроводи "логопедска терапија", лечење речима.
У овој матрици је рођена и развијена Хипократова медицина, прва истински структурирана медицинска школа антике. Темељи „хигијене живота“ су део Хипократове медицине, чији је циљ успостављање равнотеже између четири основна принципа (представљена са четири хумора: крв, флегма, жута жуч, црна жуч), контекстуализовани су у релевантној интеракцији лекара и пацијента и у пажљивом „проучавању темперамента“, у којем „педагошка“ и дијалошка структура преузима терапеутску централност, унутар антрополошког модела који спаја психу и сому. Хипократ, кога сматрамо оцем медицине,  примећује да „света болест“ (епилепсија) није божанска, нити светијаод било које друге болести, јер има своје природно порекло. Према његовим речима, људи се чуде њеној природи из незнања, не схватајући да је њена узрок није божански, већ је као узрок свих других телесних болести. Поред тога, у Заклетви названој по њему, Хипократ је постулирао принципа медицинске етике који важе и данас.
За разлику од анаксагорејских или хипократских размишљања, касније медицинске традиције (попут галенских или оних које проистичу из Целсусовог третмана) посветиће мање пажње овој интегративној димензији психичке неге, претпостављајући став према менталној патњи који би могао бити дефинисан као делимично „редукционистички“ (по Галену се може деловати на психичку патњу само кроз лечење соматских органа), делимично „етички-критички“ (у платоновској буди , за коју се емоционална патња мора суочити и управљати према директиви).

## Средњи век
Верује се да психотерапија у правом смислу те речи развила у исламском свету. Између 10. и 12. века када су мислиоци и лекари попут Абу Зајда ал-Балкхија, Закарија ал-Разија и Авицене увели концепте „менталног здравља“ и „психотерапије“ и описали велики број неуропсихолошких поремећаја.
Током средњег века, концептуализација менталних болести постепено је склизнула ка објашњењу религиозне природе; мимо "уставних недостатака", преовлађујући модел објашњења психијатријских симптома био је модел дијаболичног поседовања, чија је парадигма излечења била егзорцизам или егзорцизам. Током великих периода средњег века, барем на Западу, менталне болести и њихово „излечење“ остале су готово одговорност теологије него медицине . Тек полако и врло касно, након афирмације ренесансе и хуманизма , медицинске и здравствене дисциплине ће почети узимати у обзир "природне", а не "природне" и не-"природне" етиопатогенетске и терапијске моделе.натприродног“. Зато се може рећи да је црква појаву психотерапије у Европи одложила све до ренесансе, јер је у средњем веку јарам хришћанства блокирао напредак на овом пољу.
Парацелзус (1493-1541),који је  познат као један од великих античких познавалаца медицинске хемије, био је један од ретких лекара у своје време који је први заговарао употребу психотерапије. Иако термин „психотерапија“ још није развијен, Парацелзус је веровао да је најчешћи узрок лошег менталног здравља емоционална неповезаност између особе и света.
Начин размишљања средњег века опстао је све до викторијанске ере, када су се традиционална веровања о породици, дому и себи померила на модернији идеал познат као буржоаска породица. Буржоаски породични модел је подржао социјалну психологију и помогао у нормализацији многих виталних елемената менталног здравља који су данас признати, као што је једнакост.

## Нови век и савремено доба: откриће несвесног
Много векова, пре новог века, ментално здравље је било повезани са демонским утицајима. Тако да су, месмеризам и хипнотерапија, које су спроводили Месмер, Пуисегур или Пусин,  били неки од првих облика правилних европских психолошких третмана у 18. веку.
Walter Cooper Dendy (1794-1871) је увео термин „психотерапеја” током 19. века док се бавио студијама психе и снова.
Каснији утицај рационалистичких и емпиријских филозофа промовисало је консолидацију психологије као друштвене науке. Алиенисти Пинел и Ескуирол били су пресудни у развоју моралног третмана, који је бранио права психијатријских пацијената од злоупотребе верских „терапија“.
Историја открића несвесног , или, тачније, концептуализације постојања и функционалног рељефа структуре психизма једва доступне свесној саморефлексији, увелико антиципира рађање психоанализе , која се артикулише управо око конструкта на nesvesno његовог теоријског структуре.
Ако се размишљање о "концептуалним претечама" несвесног развило од давнина, ипак се са новим веком и појавом првих теорија ума јавља могућност концептуализације постојања несвесне инстанце.
У осамнаестом веку, баш као што се чинило да су се емпиризам и рационализам усавршили у новонасталом просветитељству, можда као нека врста реакција, постављени су темељи првих „ирационализама“ типичних за културну историју и идеје насталих у раном деветнаестом веку: од романтизма до интуиционизма. У овом контексту, међутим, почињу да се остварују ирационализми који су веома различити од оних из претходних векова.
И док су у прошлости ирационалистичка структура била одевена религиозним темама, пажња и препознавање могућности проучавања на органски и структуриран начин и „нелогични“ аспекти психизма почињу да се појављују у складу са сукобом између Гаснера и Фридриха Антона Месмера  (1734—1815), крајем осамнаестог века. Гаснер (1727—1779), свештеник и харизматични исцелитељ, постигао је велику славу спектакуларним исцељивањем и егзорцизмом, снажно прожетим популарном религиозношћу. Његов сукоб са Фридрихом Антоном Месмером  доктором просветитељске инспирације и заговорником теорије о „ животињском магнетизму“, која се делимично сматрала парадигматском транзицијом између модела препросветитељства и просветитељства.
Два темељна концепта за каснији развој психоанализе могу се пратити кроз Месмеров рад и његову теорију о магнетизму животиња и сродног „метода лечења“: заснованог на централном личном односу између „магнетизатора“ и пацијента, и употреби криза (врста катарзичних абрекција) као средства за лечење. Ова последња тачка, коју је такође посредовао Гаснер, дуго је коришћена у психичком третману пацијената током 19, века, све до "теорије абреакције" Џозефа Бреуера и Зигмунда Фројда.
У истом периоду почели су да се шире и први облици такозване „моралне терапије“ (углавном типа ерготерапеутског и „моралног подстицања“), нарочито након рада Филипа Пинела , који је 1793. године именоваон за руководиоца болнице Салпетрије  и у њој уклонио ланаце са  „ментално хендикепираних”. До тада је болниц била нека врста болнице-затвора, слично многим другим азилима  у 18. веку које су се формирале у главним европским и америчким градовима за притвор (или сегрегацију) психијатријских пацијената. Ширењем моралних терапијски облика Пинел је  укинуо употребе насиља за контролу пацијената, и покрену програм  рехабилитације ерготерапијом и облицима социјализације, која је почела да шири идеју да се менталне болести (чак и тешке) могу лечити на сасвим другојачије начине него у прошлости, често, са куративним методама, а не само друштвеном контролом.
У неким европским земљама (попут Француске и Енглеске, под утицајем квакера филантропа, и у Италији под утицајен Вићенца Шиаругија и других) почеле су се ширити прве „јавне установе“ и први „старачки домови“, који су се брину о менталним болесницима.
Иако се у менталним установама Пинелијев приступ тешко потврђује,  све више преовладавају, различити облици моралне терапије  у „приватним старачким домовима“, попут оног који је 1821. основао Еспри  Бланше у Пасију (Париз). То су прави ембрионални облици психотерапије, схваћени и као „интегрисани третман психичке невоље“ и као облик „логотерапије“ (терапије засноване на речима).
Поникла у позитивистичко – материјалистичкој клими науке 19. века, зачета је психоанализа, у моменту када је требало веру заменити знањем, а религију као остатак неурозе науком,

### Француске „школе“
У другој половини 19. века, после несталности и подела у области психотерапије, јављају се студија о "магнетизму" и хипнози у Француској , у школама у Нансију и школи у Паризу.
У Нансију, доктор Хиполит Бернхајм (1840-1919 ), почео је да се интересује за хипнозу сна  1882. године, након што је наводећи резултате Лиебаулта сам био у могућности да обави низ  клиничких студија са многобројним случајевима. Паралелно са радом који Жан-Мартена Шаркоа Бернхајм спроводи у Салпетриејеу у Паризу ширење знања и коришћењу хипнотички метода у области медицине. У 1884. Бернхајм је објавио темељни текст школе у Нанцијуе, што је изазвало почетак свађе са Жан-Мартена Шаркоа  и његовим ученицима. У ствари, Бернхајм је хипнозу дефинисао као неку врсту „сна“ (или измењеног стања свести) насталог сугестијом, која би такође могла имати терапеутске импликације, и то на психолошкој, а не на неуролошкој основи. Шарко је, напротив, тврдио да је хипноза патолошко стање веома различито од сна, које се може јавити само код пацијената предиспонираних на хистерију , заснованих на неуролошким процесима и нема посебну терапијску употребу.
Бернхајм је поступно почео све мање да користи хипнотичку методу, посматрајући како се ефекти добијени хипнозом могу постићи и са обликом директне сугестије у стању узбуне. Тај предлог упозорења постао је темељни конструкт Бернхајмове теорије,  у напредним фазама његове каријере.
Поступак сугестије упозорења Бернхеим је тада почео да назива психотерапијом .
Је суђено Ова линија истраживања, у наредним годинама, да се споје у делу са тим истовремено се артикулисани од Шаркоа на Салпетриеа. Шарко је заправо био први неуролог који је размишљао о емоционалним аспектима и психолошким значењима појава од типично неуролошког интереса (попут моторичке парализе), претпостављајући тако да су хистерични синдроми и њихови соматски симптоми разумљиви и уоквирени на основу разумевања афективних искустава. пацијента.
Шарково дело наставио је и артикулисао његов бриљантни ученик Пјер Жанет, који је конципирао комплетну теорију трауме и њеног дисоцијативног ефекта на процесе нормалног неуропсихичког функционисања (артикулисано на неколико структурних и функционалних "нивоа"). Жанет је можда био први аутор који је органски концептуализирао хипотезу да се психопатолошка симптоматологија , произашла из трауматског догађаја, и да се може сматрати симболичким изразом самих трауматских сећања, која су "дисоцирана" на подсвесном нивоу.
Почеци психоаналитичке психотерапије зачео је тада млади Зигмунд Фројд , који је у Француску стигао из Беча са стипендијом 1885. године , кратко је пратио Шаркоове лекције (што га је дубоко импресионирало). Након што је у Француској Зигминд научио да користити хипнотичке и сугестивне технике и приступе он је по повратку у Беч, почео да експериментише у лечењу својих првих пацијената заједно са својим пријатељем и ментором Јосепхом Бреуером .
Многа сазнања прикупљена током француског путовања показаће се плодоносним за прве Фројдовске концептуализације у погледу постојања и принципа функционисања психичког нивоа који је једва доступан свести, али који ипак игра фундаменталну улогу у артикулацији индивидуалног психичког живота. Фројд и Бројер (нарочито), преузели су концепт трауматске хистерије од Шаркоа (по коме траума може код пацијента изазвати дисоцијативно стање свести, слично хипнотичком, које заузврат може олакшати почетак сугестивних појава), и проширили га на хистерију уопште, претпостављајући да су хистерични симптоми (и, у најмању руку, већина неуротични симптоми), настају поновним појављивањем трауматичног догађаја у несвесном; догађај за који су остали везани неки афекти који се нису могли „испразнити“ и који су стога остали кристализовани у индивидуалној психи, изазивајући негативне последице.
На тој основи, прво с Прелиминарном комуникацијом, а затим и са Студијама о хистерији, започело је теоријско третирање концепта несвесног у психоанализи , са свим његовим сложеним накнадним развојем (такође преузимајући - имплицитно - стимулансе и сугестије које долазе из традиције филозофског промишљања осамнаестог и деветнаестог века о несвесном: с обзиром на неке претпоставке, такође из подстицаја тадашњих сексолога).
Између краја деветнаестог и почетка двадесетог века , након одвајања од Бреуера, Фројд је на све потпунији начин артикулисао могућу теорију о улози несвесног у појединим психичким процесима у оквиру шире теорије ума. Започео је дрлима: Пројекат психологија ( 1895 ), заснованим на основном тексту Тумачење снова ( 1899 ), а затим написао у наредним годинама Психопатологију свакодневног живота ( 1901 ), Три есеја о сексуалној теорији (1905 ), о рађање првих психоаналитичких кругова итд.

## Двадесети век

### Рађање различитих психотерапијских приступа
Током раног двадесетог века , поред почетка развоја и теоријске артикулације психоаналитичког модела, кроз све његове сложене еволуције на нивоу и клиничке праксе и метапсихологије (за резиме, видети Историју психоанализе ), време за развој неколико других психотерапијских парадигми , заснованих на различитим теоријама ума.
Разлог за ефективан коегзистенцију различитих психотерапеутских приступа проистиче, пре свега, из коегзистенције различитих психолошких парадигми у основи, често са различитим епистемолошким и метатеоријским претпоставкама.
Свакој „теорији нормалног психичког функционисања“ (то јест објекту „ психологија “ различите теоријске оријентације) у ствари одговара релативна „теорија патолошког психичког функционисања“ (предмет одговарајуће психопатологије ); сваком од ових последњих одговарају различитим и подударним моделима „терапије“, који ће стога бити епистемолошки кохерентни са „теоријом нормалног психичког функционисања“ из које потичу.
Ако психоанализа и из ње изведене психотерапије представљају облик психотерапије у складу са психодинамском парадигмом , друге врсте психолошке парадигме (попут когнитивистичке или бихевиористичке) ће стога одговарати другим врстама психотерапијских приступа, који ће се моделирати према основним претпоставке њихове релативне психолошке теорије порекла. Па тако бихевиоризму  одговара терапија понашања , док конгнитивности одговарају когнитивне терапије , и тако даље.
Током деветнаестог века, процват различитих психолошких школа нарочито од друге половине века, допринео је запаженој артикулацији сродних психотерапеутских модела.
Током раног двадесетог века , пракса психотерапије почиње да се структурира и шири на међународном нивоу.
У Европи психоаналитички приступ стиче статус психотерапеутске парадигме захваљујући делу Зигмунда Фројда али и читавом правом психоаналитичком покрету. Претечу психоанализе чини Бројеров рад са хистеричним пацијенткињама када је у њиховим сећањима трагао за пореклом и објашњењем симптома. То представља прво јасно психогено објашњење душевног обољења. Бројер је упознао Фројда са својим открићима и то је представљало почетак заједничке сарадње која је резултирала објављивањем Студија о хистерији 1895. године. Фројд није био задовољан резултатима које су постизали.Касније ће Фројд поставити услов да свако ко жели да се активно бави применом психоаналитичког метода у лечењу мора и сам да прође своју анализу. О самим почецима Фројд пише у „О историји психоаналитичког покрета“ 1914. године(1) .:
„Од 1902. године надаље, неколицина младих доктора се окупила око мене са јасном намером да уче, практикују и шире знање психоанализе. Потицај је дошао од колеге који је сам доживео благотворне ефекте аналитичке терапије. Редовни састанци су се одржавали увече одређеним данима у мојој кући, одвијале су се дискусије према одређеним правилима а присутни су се трудили да пронађу своје путеве у овом новом и непознатом пољу истраживања и да заинтересују остале за њу.“
Психијатријска научна заједница тога времена психоанализу је ценила  на разнолик начин. Међу неким универзитетским професорима и клиничарима се то назива важном иновацијом, на по другима се одбацује или критикује. Ипак, ширење психоаналитичке праксе игра темељну улогу, у прве три деценије 20. века, у потврђивању корисности и важности „терапија заснованих на речима“ у клиничкој психијатрији, чинећи да се често генеричка „терапија развија. Чак и у психијатријским клиникама где се не цени добро,неки од његових концепата и оперативних аспеката почињу постепено да се филтрирају у клиничку праксу.
Карл Густав Јунг практикује психотерапији углавном кроз научно-стручној психијатријску област, па су у то време психолози били више усредсређени на експериментална истраживања и изградњу евалуационих , образовних или психотехничких алата .
Почетком 1910-их, у психоаналитичком покрету створене су прве две велике поделе: Адлерова ( 1911 ) и Јунгова ( 1913 ). Сваки од њих двојице, након изразитих теоријских неслагања са Зигмундом Фројдом , напустио је психоаналитички покрет и основао своју динамички оријентисану психотерапеутску школу.
Алфред Адлер је основао индивидуалну психологију , чије су терапијске методе предвиђале, у неким аспектима, неке идеје будућих когнитивних психотерапија шездесетих. Карл Густав Јунг развио је сложен психолошки систем из којег је изведен алтернативни облик психотерапије класичној психоанализи ( аналитичка психологија ).
Током Првог светског рата , војни психијатри различитих страна нашли су за потребно да морају да импровизују облике „брзе терапије“ како би по убрзаном поступку лечили трауматизиране војнике , који су морали бити стављени у позицију да се брзо врате на фронт . На основу искуства које су сакупили неки од ових пионира (укључујући Британце Вилијема Риверс и Шарла Мајерса, американца Томаса Салмон, француз Ђана Лермита), први модели „кратке терапије“ фокусирани на симптоме развијени су у војсци (као веома удаљени претходници кратких когнитивно-бихевиоралних терапија ).
У Сједињеним Америчким Државама , у исто време, почео је да се успоставља покрет клиничке психологије , почевши од оснивања Психолошке клинике Универзитета у Пенсилванији. Са прогресивном афирмацијом бихевиористичког приступа , аутора као што су Џон Ватсон и Бурхус Скинер , почевши од 1930 -их почели су се постављати услови за покретање психотерапеутских пракси заснованих на другачијим претпоставкама од оних у психоаналитичком, бихевиористичком приступу .
Са Другим светским ратом , модели „кратке интервенције“ фокусирани на симптоме, развијени су веома ембрионално током Првог светског рата, да би потом били прихваћени и проширени од стране војних психијатара.

### Друга половина 20 века
Иако су први психотропни лекови почели да се појављују 1950 -их, процес примене психотерапије који је настао у Сједињеним Америчким Државама наставило је све више да расте и шири се на глобалмом нивоу.
Популарност психоанализе (у верзији его психологије у Сједињеним Државама ); Раст бихевиористичког покрета , који се под вођством Бурхуса Скинера све више предлагао као алтернативна парадигма психоаналитичкој и у психотерапији (кроз развој специфичних техника условљавања / декондиционирања, које су представљале први клинички бихевиоризам ). Драматичан пораст броја професионалних психолога, омогућен и подстакнут масовним финансирањем америчке владе током Другог светског рата , и све већом популарношћу психологије у широј јавности. Проширење стручног поља психолога, који су прешли са класичног лабораторијског или евалуационог рада на прогресивни фокус на теме клиничке психологије (фокус који је пратио прелазак многих клиничких и психопатолошких тема са ексклузивне психијатријске на психолошку компетенцију, са све већа експанзија у наредним годинама). Настанак и развој нових клиничких приступа на основу "лек говора", као што су хуманистичко-егзистенцијалним приступа у Карла Роџерса , Роламаја и Абрахам Маслова (трећа сила, која је стајала као "трећа могућност" између психоанализа и модификација понашања ). Са њима је делимично повезана и психоанализа према „егзистенцијалном“ приступу Ериха Фрома . Са неким идејама сличним другом "хуманистички" приступа, два важна психотерапеутске школе су зглобне од 1950: Гешталт психотерапија од Фрица Перлса (која, међутим, има мало везе са оригиналним гешталт теорији , више експериментално и перцептивни), и Викторе Франкл је логотерапија (или егзистенцијални анализа) .
У тим годинама је Сједињене Државе рођен је приступ " Анализа биоенергијом од Алекандер Ловен (студент у разматран Вилхелма Рајха ), и почињете да артикулише трансперсонална психологија , која комбинује неке од случајева Псицосинтеси (изведена заузврат од психоанализи ) са онима из егзистенцијалне психологије . Ови покрети ће такође видети свој развој олакшан културном климом тих година, повезане са темама оспоравања и развојем искуственијих и алтернативних димензија ; последњих година ипак су доживели известан пад.
Крајем педесетих и почетком шездесетих година, паралелно са рађањем и развојем когнитивне парадигме (предодређене да у року од двадесет година интегрише и превазиђе бихевиористичку парадигму ), почиње да се обликује нови психотерапеутски модалитет: когнитивна терапија .
Доприносима Алберта Елиса , са његовом рационално-емоционалном терапијом понашања (РЕБТ), и Аарона Бецка , који је поставио темеље за класичну когнитивну терапију на истом Универзитету у Пенсилванији, где је Лигхтнер Витмер основао прву психолошку клинику. У њој сихолошка парадигма постаје и психотерапеутска парадигма . Током 1970-их, клинички когнитивизам се стопио са нео-бихевиоризмом (ревизија бихејвиоралне терапије од стране, углавном, Џосефа Волпеа ), дајући повода за когнитивно-бихевиоралну психотерапију , која заједно са психодинамским психотерапијама представља једну од две главне референтне парадигме бројних терапијских приступа који тренутно постоје.
Такође почевши од 1960-их и 1970-их, почели су се ширити различити облици групне терапије , како на когнитивном пољу (групе за самопомоћ, или тематске групе), тако и у психодинамском пољу (групне анализе).
На маргинама две главне школе (когнитивно-бихејвиорална и психодинамичка) постоје две парадигме системске терапије и конструктивизма , које потичу из различитих концептуалних и епистемолошких матрица.
На системску терапију или системско-релациону терапију снажно утичу теорија система , кибернетика и прагматика комуникације . У системским моделима, посебно примењеним на породичну динамику, фокус интервенције представља „породична група“ у целини: „проблем“ се не приписује само једном члану породице који испољава било какве патолошке потешкоће (тзв. -звани именовани члан), већ на читав систем интеракција унутар породичног језгра. Рад се стога фокусира на функционалне и структурне аранжмане (често дисфункционалне) комуникацијске и релационе динамике унутар радне јединице (групе или породице). Један од главних теоријско-клиничких развоја системске породичне терапије збио се у Италији, где је такозвани „ милански приступ “ артикулисан између 1970-их и 1980-их .
Конструктивизам , потиче из пионирског рада Џорџ Келија о структури и функционисању система личних конструката (психологији личних конструката), који наставља и тематизује оптички психотерапијски приступ. У конструктивистичкој психотерапији клинички фокус је на поновној разради субјективних значења помоћу којих појединац конструише свој доживљај света и кроз која се „филтрира“ осећај догађаја који му се догађају.
Иако се конструктивизам често неоправдано приближавао другој генерацији клиничког когнитивизма  Келли је често наглашавала дубоке епистемолошке разлике између конструктивизма и когнитивизма , тврдећи да теорија личног конструкта није структурно асимилирана когнитивистичким моделима личности.
Што се тиче психодинамске психотерапије , од 1970-их па надаље дошло је до значајног обнављања теоријско-клиничких референтних модела , који су еволуирали и артикулисани из оригиналних модела нагона и психологије ега . На теоријском нивоу, релациони и интерсубјективни модели су се постепено афирмисали; на клиничком нивоу, поље примене психодинамски оријентисаних терапија знатно се проширило, што се из „класичних“ подручја интервенције проширило и на лечење психоза и поремећаја личности , и експериментисало је са новим облицима примене (групне интервенције ,краткотрајне терапије итд.).

## Актуелни трендови
Почевши од 1980 -их, три тренда су почела да карактеришу међународну психотерапијску сцену.
Растућа интеграција, у контексту клиничке психијатрије, између психотерапије и психофармаколошке интервенције (која је у многим ситуацијама ефикаснија од саме психотерапије или само фармаколошке интервенције).
Теоријско-клинички еклектицизам
Одређена тенденција ка теоријско-клиничком еклектицизму, са прагматичним критеријумом, са којим се различите технике интервенције извучене из различитих теоријских модела ефикасно интегришу у клиничку праксу. О овом питању се заправо много расправља. Чињеница да су различита истраживања показала да су неспецифични фактори често релевантнији од „теоријско-техничких“ фактора иде у прилог интеграцији модела. специфичних различитих приступа; штавише, одређене „увезене“ технике могу помоћи у интегрисању техника типичних за одређени приступ у управљању одређеним проблемом или у датој фази терапије.
Гласови подигнути против интеграције имају тенденцију да нагласе чести ризик збуњеног и свеобухватног еклектицизма, у којем се технике изведене из дубоко различитих (и у неким погледима не баш компатибилних) теоријских модела и парадигми једноставно међусобно супротстављају, са често проблематичним исходима и недостатак основне теоријске јасноће.
Развој снажног емпиријског истраживачког покрета о психотерапији, који применом истраживачких метода прилагођених из експерименталне праксе настоји да проучи резултате и/или процесе који карактеришу психотерапеутску праксу, у различитим приступима и суочавајући се са различитим психопатологијама (истраживање процеса/исхода).
Ова динамика која се одвија у свету психотерапије има за циљ стално побољшање стандарда бриге о психичким дистресима; историја психотерапије учи да је сваки теоријски модел у стварности у континуираној еволуцији, да се све више прилагођава потребама пацијената и неугодностима у друштву.
Хагиотерапија
Хагиотерапија је психотерапијска метода,  која представља смер групне егзистенцијалне психотерапије, која има за циљ прочишћавање живота од нефункционалних образаца понашања, а један од његових инструмената је пројективан рад са светим, у овом случају са библијским текстовима.
Хагиотхерапија је терапијски метод за лечење човекове духовне димензије или душе. Она је израсла на филозофском, антрополошких и теолошког истраживања човека. Душа је име које савремени филозофи и теолози дати тај део човека чији је специфичан човек и који се разликује од вегетације и психолошког дела који имају животиње и биљке. Хагиотерапија као посебан метод антрополошке (духовне) терапији основаао је проф. Др Томислав Иванчић, професор фундаменталне теологије на Факултету у Загребу, као тежњу да се човек ослободи од бола на духовном нивоу, док медицина то исто настоји на физичком и психичком нивоу.
Хагиотхерапија је представљен као "истраживачки-терапијски метод" који води "лечење људско биће". Међутим, ефикасност хагиотхерапи на било детерминанте здравља људске није научно доказано, јер нема клиничких експеримента или систематски преглед хагиотерапије.

## Епилог
Ако психотерапија има амбиције да буде третирана као научна дисциплина, она мора превазићи дуго постојећи проблем, а то је да не постоји добра комуникација између теоријске и истраживачке традиције, него су теоријске расправе често на нивоу мање или више општих рефлексија о природи човека које углавном остају на периферији истраживања док су, с друге стране истраживачке студије често на периферији клиничких интересовања и тешко преводиве на ниво терапијских принципа.